# ウィッチ -W.I.T.C.H.-
『ウィッチ -W.I.T.C.H.-』（ウィッチ）は、イタリアのコミック『W.I.T.C.H.』を原作とするテレビアニメ。アメリカ合衆国とフランスの共同製作。2004年から2006年にかけて放送された。全2シーズン、52話。アニメーション制作会社はフランスの「シップ・アニメーション」。

## 概要
コミックシリーズの原作はイタリア出身のジャーナリストで作家でもあるエリザベッタ・グノーネと漫画家のアレッサンドロ・バルブッチ、バルバラ・カネパ。物語はグノーネを含めた7人の作家によって製作されている。また、アメコミテイストと日本の漫画のテイストをミックスさせており、ディズニーが出版。2001年4月から2012年1月にかけて全11巻（139話）が刊行された。2004年にフランスのアニメ製作会社でアニメ化されている。日本では2005年12月から2007年8月までトゥーン・ディズニーのJETIXで放送された。また､ディズニーXDがリニューアルされて以降はトータリー・スパイズ!と同じく放送されなくなった。その代わりとして、キム・ポッシブルが放送されるようになった。
コミックシリーズ発売時にさまざまなメディアミックス展開が行われ、アニメ、ゲームの他、漫画や小説なども発表され、日本でも飯田晴子によって漫画化された。
作品スタッフ
- 原作 - エリザベッタ・グノーネ
- シナリオ - エリザベッタ・グノーネ、フランチェスコ・アカデーバニー、ブルーノ・エンナ、テレサ・ラディチェ、パオラ・ムラーヅ、アレッサンドロ・フェラーリ、アウグスト・マチェート
- 作画 - アレッサンドロ・バルブッチ、ドナルド・ソフリッティetc（26人作家）
- キャラクターデザイン - エリザベッタ・グノーネ、アレッサンドロ・バルブッチ、バルバラ・カネパ
- コミックス版小説化 - エリザベス・レンハード、アリス・アルフォンシ
- オリジナル小説化 - リーネ・コーバベル
- 漫画化 - 飯田晴子

## あらすじ
ヘザーフィールドに引っ越してきた少女ウィルは、すぐにイルマ、タラネー、コーネリア、ヘイ・リンと仲良くなる。同じくして、ウィル達5人は不思議な力に目覚めていく。そんな時ヘイ・リンの祖母ヤン・リンから告げられたのは、ウィル達が無限の世界・カンドラカールに選ばれた宇宙を悪から守る聖戦の騎士・ガーディアンであること、邪悪な異次元の国メリディアンと他の世界とを遮る「ベール」を守るために戦わなくてはいけないということで・・・

## 登場人物

### ガーディアン W.I.T.C.H.
ウィル・ヴァンドム（Will Vandom）
声 - ケリー・ステイブルズ／吹き替え - 桑島法子
本作の主人公でガーディアンのリーダー。赤毛のボブヘアに茶色の瞳の少女。「カンドラカールの心」と電気で動くものに命を与えられる「クィンテッセンス」の力の持ち主。両親の離婚を機に私立中学・シェフィールド学院へ転校している。少しおてんばで男勝りだが、周りの感情に敏感だったり繊細な一面も。カエルが大好きで、部屋の中はカエルグッズで埋め尽くされている。頭の回転が速い。科学の才能に優れ、水泳が大の得意。変身後は四大元素のエネルギーを電撃に変換して攻撃できるようになる。
イメージカラーはピンク色。シンボルマークはピンクの電流。
プロフィール
- 年齡：14歳
- 誕生日：1月19日
- 星座：やぎ座
- 身長：156cm
- 好きな学科：生物、自然

イルマ・レアー（Irma Lair）
声 - キャンディ・ミロ／吹き替え - 相田さやか
「水」の力の持ち主。ライトブラウンのセミロングに青い瞳の少女。好奇心が強く、誰彼構わずジョークを飛ばすムードメーカー的存在。食いしん坊で少しぽっちゃりしている。楽天的なものの言い方が相手を苛立たせてしまうこともしばしば（特にコーネリア）。不真面目なイメージが強いが、優しい女の子。ペットはカメのリーフィ。海とお風呂をこよなく愛する。未来を予言する予知能力の持ち主。変身後は水を操る力が強化され、津波を起こしたり巨大な水の塊をぶつけたりできるようになる。原作コミックでは変身するとグラマラスな体型になる。
イメージカラーは水色。シンボルマークは青い波。
プロフィール
- 年齡：13歳
- 誕生日：3月13日
- 星座：うお座
- 身長：156cm
- 好きな学科：なし

タラネー・クック（Taranee Cook）
声 - カーリー・トロイ／吹き替え - 竹内順子
「炎」の力の持ち主。丸い眼鏡がトレードマークの黒人少女。シャイな性格で、真面目な優等生タイプ。頭が良く、得意分野は数学。チョウなどを除いた虫が苦手。普段は低いサイドポニーだが、変身すると左右三つずつ結んだ髪型になる。いったんキレると炎を所構わず撃ち出して手が付けられなくなる。テレパス能力の持ち主。変身後は拳から灼熱の炎の球を撃ち放てるようになる。
イメージカラーは赤橙色。シンボルマークは赤い三角形。
プロフィール
- 年齡：13歳
- 誕生日：3月23日
- 星座：おひつじ座
- 好きな学科：数学

コーネリア・ヘイル（Cornelia Hale）
声 - クリステル・カリル／吹き替え - 泉久実子
「大地」の力の持ち主。学院の女王のような存在で、長い金髪に青い瞳を持つ長身の美少女。ケイレブと付き合っている。多数のメダルを獲得している優秀なフィギュアスケート選手でもある。原作コミックでは物静かでクールな性格。自分ではなくウィルがリーダーになったことに納得がいかないでいた。アニメ版では子供っぽく、ナルシストな側面が強い。治癒能力と枯れた植物をよみがえらせる能力を持つ。変身後は大地を引き裂く力が使えるようになり、反動で樹のかけらや石を敵にぶつける応用もできる。
イメージカラーは黄緑色。シンボルマークは中心に点が入った緑の丸で、地球を象徴するかたち。
プロフィール
- 年齡：14歳
- 誕生日：5月10日
- 星座：おうし座
- 好きな学科：歴史

ヘイ・リン（Hay Lin）
声 - リーザ・デル・ムンド／吹き替え - 松久保いほ
「風（小説版では空気）」の力の持ち主。紺色のツインテールの中国人少女。中華料理店を営む祖母や両親と暮らしている。いたってマイペースで独創的、自信家な性格。いつも元気に満ち溢れている。原作コミックではゴーグルがトレードマーク。イルマと同じくらいユーモアセンスがあり、絵の才能がある。大事なことがあると手や腕にペンでメモしている。風の声を聞き、他人の記憶を覗くことができる能力の持ち主。変身後は竜巻を巻き起こしたり、何でも凍らせる冷たい息を吐けるようになる。この能力は特にイルマとタラネーとの合体技で威力を発揮する。彼女のみ露出度が高いコスチュームを着用している。
日本でノベライズされた小説では名前がアイ・リンに変更されている。
イメージカラーはロイヤルブルー→灰色で、シンボルマークは銀色の渦巻。
プロフィール
- 年齡：13歳
- 誕生日：6月4日
- 星座：ふたご座
- 好きな学科：美術

オルベ（Orube）
原作コミックのみ登場するキャラクター。バジリアードの国の強くて勇敢な女戦士。紺色のショートヘアの女性。オラクルの命令を受けて、タラネーの代わりに一時的にガーディアンに加わった。地球では「レベッカ・ルドルフ」を名乗る。後に敵・セドリックと恋に落ちてしまう。セドリックの死後はバジリアードの国へ帰っていった。
ガーディアン・リュバの見習いで、師匠はルヴァ。ガーディアンとは異なり自然の力を借りるのではなく、魔法でエネルギー波を打ち出して攻撃する。

### ガーディアンを支える人々
ヤン・リン
声 - ローレン・トム／吹き替え - 安達忍
ヘイ・リンの祖母。後述のC.H.Y.K.N.（先代のガーディアン）を参照。
マット（Matthew Olsen）
声 - ジェイソン・マースデン／吹き替え - 板倉光隆
ウィル達のクラスメイトで、ウィルとは祖父の営むペットショップで一緒にアルバイトをしている。「コバルトブルー」というバンドを率いている。セドリックとウィルが戦っているのを目撃したことからガーディアンの存在を知ることになる。ウィルとは相思相愛。
マーティン（Martin Tubbs）
声 - スティーヴン・ブルーム／吹き替え - 後藤敦
ウィル達のクラスメイトで眼鏡をかけた少年。ちょっとオタクっぽい。イルマが好きだが、友人としか見てもらえていない。
ペーター（Peter Lancelot Cook）
タラネーの兄。原作第二期でコーネリアが想いを寄せている相手。スポーツ万能でバスケットボールが得意。
ナイジェル（Nigel Ashcroft）
物静かな少年。不良グループのメンバーだったが、タラネーと出会ってから足を洗った。母親とタラネーの前では純粋な一面を見せる。
エリック（Eric Lyndon）
ヤン・リンが想いを寄せる相手。
リリアン（Lilian Hale）
コーネリアの妹。実はエリオンと同じように地球の心と呼ばれる存在だが、本人はそのことを知らない。
ナポレオン（Lilian Hale）
コーネリアの家で飼われている猫。原作コミックでは至って普通のネコ。アニメ版ではしゃべることができ、リリアンが地球の心だとコーネリアに教える。リリアンの力を分け与えられて大きな獣の姿に変身できるようになった。

### カンドラカール
オラクル（Oracle）
無限の世界・カンドラカールの評議会のリーダーで天の代理人。慈悲に満ち溢れ、宇宙の全てを見渡し保護する全能の力と全てを知る知識を併せ持つ。ガーディアンに魔法の力を授けた。元はバジリアードの住人で、ヒメリッシュという名前だった。
タイボー（Tibor）
オラクルの片腕で、オラクルに心酔している。評議会のメンバー。何世紀もの間オラクルに仕えており、よくルヴァと議論を交わしている。イルマ曰く「サンタクロースそっくり」
ルヴァ（Luba）
カンドラカールのティボールの守護者でオーラメレスの初代守護者。評議会のメンバー。猫の獣人の女性。未熟な地球の少女達をガーディアンに選ぶオラクルの決定に反対している。

### 反乱軍
ケイレブ（Caleb）
声 - グレッグ・サイプス／吹き替え - 加藤将之
フォボスの強引なやり方に反対し、反乱軍を率いてレジスタンス活動を続ける若きリーダー。フォボスの差し向けた追っ手に襲われていたところをガーディアンに助け出され、地球に逃れる。コーネリアとは相思相愛。コミックでは読者投票の結果、エリオンを好きになってしまいコーネリアと話し合いの末別れることになる。アニメ版ではネリッサの息子であることが判明。
アルダーン（Aldarn）
声 - ディー・ブラッドリー・ベイカー／吹き替え - 飯島肇
反乱軍の幹部。
ドレイク（Drake）
声 - マイケル・ベル／吹き替え - 飯島肇
反乱軍の幹部。ケイレブの友人。

### メリディアン
フォボス（Prince Phobos）
声 - ミッチェル・ホイットフィールド／吹き替え - 板倉光隆
異世界メリディアンの王。エリオンの兄。傲慢で欲深く慇懃無礼な人物で、強引なやり方でメリディアンを支配する暴君。強力な魔力を持っている。メリディアンだけでなく地球やカンドラカールをも手中に収めるべく、「ベール」の破壊を企む。プラチナブロンドの長髪に青い瞳の美青年。いわゆる美形悪役。
セドリック（Lord Cedric）
声 - ディー・ブラッドリー・ベイカー／吹き替え - 小野大輔
フォボスの腹心。普段は金髪の青年の姿をしているが、戦闘時には下半身が蛇の様な巨大な怪物に変身する。地球ではセドリック・ホフマンを名乗り、本屋を営みながら行方不明の王女エリオンを探していた。エリオンの初恋の相手。原作コミックではベールを開く能力を持つ。オルベと恋に落ち、彼女を庇って命を落としてしまう。
ブルンク（Blunk）
声 - ダラン・ノリス／吹き替え - 星野充昭
小柄なトロール。ベールの裂け目の匂いを嗅ぎ分けることができる。ケレイブとセドリックの戦いに巻き込まれ地球に来てガーディアンの手伝いをする。主食はネズミで、ゴミをあさって生計を立てていた。ケイレブと一緒にいることが多い。少し間抜けでお調子者。コミックリリーフの一人でマスコット的存在。ウィルには初対面でカエルに間違えられた。地球で見つけた物を宝物にしてメリディアンにたびたび持ち帰っている。
ヴァセック（Vathek）
声 - Lloyd Sherr
セドリックの部下。青い肌の巨漢。実は反乱軍の仲間で、フォボスに従う一方でケイレブの手助けをしていた。意外にも心優しい人物。
エリオン・ポートレート（Elyon Brown）
声 - セレーナ・バーマン／吹き替え - 小林麻由子
メリディアンの王女でフォボスの妹。プラチナブロンドの髪に青い瞳の小柄な少女。フォボスの陰謀により国王夫妻が失踪後、メリディアンの家臣二人（地球ではポートレート夫妻）はまだ赤子だったエリオンを連れて地球に落ち延び、そのまま普通の女の子として育てられた。コーネリアの幼馴染でもあり親友。メリディアンの心と呼ばれる存在で、その魔力はフォボスを上回る。フォボスに騙されてガーディアンと敵対するが、フォボスに利用されていたことを知りガーディアンを助ける。フォボスが破れた後はメリディアンの女王になった。
プロフィール
- 年齡：14歳
- 誕生日：10月31日
- 星座：さそり座
- 好きな学科：美術

ジーク（Jeek）
声 - ポール・エイディング／吹き替え - 星野充昭
サンドピット
怪奇の砂魔神。

### C.H.Y.K.N.（先代のガーディアン）
キャシディ（Cassidy）
声 - スーザン・チェスラー
先代「水」のガーディアン。ネリッサがカンドラカールの心の持ち主に相応しくないと判断したオラクルにカンドラカールの心を託されるが、怒り狂ったネリッサに殺されてしまう。赤毛のショートヘアにそばかすが特徴的。生き物が好きで、母親思いの優しい性格だった。
ハリノア（Halinor）
声 - ベティ・ジーン・ワード
先代「炎」のガーディアン。既に他界している。金髪の女性で積極的な性格。生前のキャシディの親友。キャシディがネリッサに殺されたことでオラクルの力に疑問を抱いたため、カンドラカールから追放されてしまった。亡くなるまでカドマと親交があった。アニメ版では存命。追放もされておらず、カンドラカールの評議員になっている。
ヤン・リン（Yan Lin）
声 - ローレン・トム／吹き替え - 安達忍
ヘイ・リンの祖母。先代「風」のガーディアン。ネリッサの裏切りやカドマとハリノアの追放後はヤン・リンひとりが残り、カンドラカールの心を守り続けた。ウィルにカンドラカールの心を託し、ヘイ・リンに自分の役目を引き継ぐ。ガーディアン達のよき助言者。若い頃の姿はベリーショートで釣り目がち。
カドマ（Kadma）
声 - CCH・パウンダー
先代「大地」のガーディアン。キャシディがネリッサに殺されたことでオラクルの力に疑問を抱いたため、カンドラカールから追放されてしまった。褐色の肌に長いポニーテールの気位の高い女性。アニメ版ではザンバラという紫色の惑星の女王をつとめている。
ネリッサ（Nerissa Diamond）
声 - ケイス・スシー／吹き替え - 華村りこ
シーズン2から登場。強い魔力を持ち、かつてのフォボスの部下達をそそのかして「復讐の騎士団」を結成させた魔女。その正体は先代のガーディアン・C.H.Y.K.N.のリーダー。カンドラカールの心と「命を司る力」の持ち主だったが、カンドラカールの心の持つ強大な力に心を奪われて牢に幽閉されていた。カンドラカールの心の力に匹敵するメリディアンの心の力を奪い、ガーディアンとカンドラカールへの復讐を企む。

### 復讐の騎士団
シーズン2前半の敵。ネリッサにそそのかされたフォボスの部下たちが結成した集団。フォボスを倒したガーディアン、反乱軍などへの復讐を目論む。
レイサー（Raythor）
声 - スティーヴン・ブルーム／吹き替え - 飯島肇
ミランダ（Miranda）
声 - グレイ・デライル
蜘蛛女。普段は黒いおかっぱにそばかすのある幼い少女の姿をしているが、性格は陰湿。毛むくじゃらな巨大な蜘蛛に変身する。アニメ版ではセドリックと恋仲になった様子。
フロスト（Frost）
声 - ディー・ブラッドリー・ベイカー
クリムゾン（Crimson）
声 - マイケル・ベル（日本語・英語共に）
トラッカー（The Tracker）
声 - ジェフ・ベネット
ガーゴイル（Gargoyle）
声 - ディー・ブラッドリー・ベイカー（日本語・英語共に）

### 破滅の騎士団
シーズン2後半の敵。
シェイゴン（Shagon, the Hate）
「憎しみ」を力の源にする破滅の騎士団のリーダー格。金の仮面を着けた黒い翼の大男で、目から強烈なビームを放つ。堕天使を思わせる風貌。アニメ版での正体はネリッサに別人格を植えつけられたマット。マットの体を乗っ取りウィルを苦しめるが、最終的にはマットの心との戦いの末に敗れ去った。後にリリアンの力を分け与えられたマットが自分の意思で変身するようになる。
コール（Khor, the Destroyer）
「怒り」を力の源にする。筋肉の塊のような大男。アニメ版の正体はマットが飼っているヤマネのハグルスがネリッサに魔法をかけられた姿。シェイゴンの言うことを聞く。
トライダート（Tridart, the Despair）
声 - ジム・カミングス
「恐れ」や「絶望」を力の源にする。氷の攻撃を得意とする。氷山から割れ落ちた氷塊から作られた。
エンバー（Ember, the Pain）
声 - クリー・サマー
「痛み」や「苦悩」を力の源にする。破滅の騎士団の紅一点。炎の攻撃を得意とする。火山から流れ出したマグマから作られた。
- その他 - 安芸けい子（キャサリン役 話数不明※シーズン2）[4]

## 作中用語
ガーディアン
宇宙の和諧を悪から守る5人の少女の「聖戦の騎士」。変身の掛け声は「ガーディアン・ユナイト!」（英語版）「パワー! 目覚めよ!」（日本語版）なお、5人全員が揃わないと変身できない。自然の力を操り、妖精のような羽で空を飛ぶことができる（コミック版で飛行能力はない）変身すると16〜18歳くらいの姿に成長し、紫色と緑青色を基調としたコスチュームを身に纏う。変身しなくても魔法は使えるが、ガーディアンの姿になると魔法の力も大幅に強化される。グループ名はメンバーの頭文字を合わせたもので、ウィル達は「W.i.t.c.h.（魔女）」を名乗っている。
カンドラカール
宇宙の中心に存在する無限の世界で、時間や空間の概念が存在しない。寺院には賢者が集い、評議会が開かれている。
カンドラカールの心（カンドラカールのハート）
四大元素の魔法と魂の核心。ガーディアンが変身するためのアイテム。小さな水晶球のペンダントで、ガーディアンのリーダーが所有する。数多くの能力を持っており、その力は計り知れない。
メリディアンの心（メリディアンのハート）
メリディアンの核心。メリディアンの王女エリオンのこと。カンドラカールの心に匹敵する魔力を持つ。アニメ版のみに登場する設定。
地球の心（地球のハート）
地球の核心。コーネリアの妹リリアンのこと。地球のメリディアンの心に相当する。アニメ版のみに登場する設定。
メリディアンの光
メリディアンの救世主とされ、メリディアンの正統後継者といわれる。メリディアン王家の女性に限定されている。原作コミックのみに登場する設定。
ベール
善と悪の世界を分ける障壁。悪の世界が他の世界を侵略できないようにする役割があり、ガーディアンたちに守られている。
メリディアン
オレンジ色の惑星で、メタムーアやメタワールドとも呼ばれる。代々強力な魔力を持つ女王に統治されている。長い間フォボスに支配されていたため、ベールによって他の宇宙から隔離されていた。
反乱軍
フォボスと戦うメリディアンのレジスタンス集団。
ポータル
悪の世界と人間の世界を繋ぐ十二の扉。
フォボスの紋章
メリディアンのポータルを開く鍵となっている宝石。幼いエリオンを守るために二人の家臣と乳母によって持ち出された。後にカンドラカールの心に吸収される。
光の王冠
メリディアンの光のために作られた王冠。身に着けると魔力が十倍もの量に増大する。
バジリアード
オラクルやオルベの故郷。バジリアード人の全てが卓越した戦士。バジリアードの子供達は親元から離され、太陽の庭というアカデミーに入って戦闘訓練を受ける。

## スタッフ
- 音声演出：ジニー・マクスウェイン
- 制作：シップ・アニメーション、Jetix
- 脚本：ケーリー・ベイツ、アンドルー・ロビンソン 他
- 絵コンテ：ローラン・タリアン、セルジュ・タンギー 他
- 音楽：アラン・ガルシア、ノアム・カニエル

### 日本語版制作
- 翻訳／訳詞：いずみつかさ
- 演出：鈴木彩子
- 音楽演出：谷瑛子
- 調整：白鳥陽一（シーズン2[5]）
- 録音制作：スタジオ・エコー

## エピソードリスト
以下は日本での放送順である。

### シーズン1
| #  | 邦題                   | 原題                          | 放送日         |
| -- | ---------------------- | ----------------------------- | -------------- |
| 1  | 始まり                 | It Begins                     | 2005年 12月3日 |
| 2  | 再び                   | It Resumes                    | 12月4日        |
| 3  | カギ                   | The Key                       | 12月7日        |
| 4  | ウィルの誕生日         | Happy Birthday, Will          | 12月8日        |
| 5  | 見えざる敵             | A Service to the Community    | 12月12日       |
| 6  | 迷宮                   | The Labyrinth                 | 12月13日       |
| 7  | 雪山の戦い             | Divide and Conquer            | 12月14日       |
| 8  | 待ち伏せ               | Ambush At Torus Filney        | 12月15日       |
| 9  | トラッカーの逆襲       | Return of the Tracker         | 12月19日       |
| 10 | 絵の中へ               | Framed                        | 12月20日       |
| 11 | スリーブの星           | The Stone of Threbe           | 12月21日       |
| 12 | プリンセスの正体       | The Princess Revealed         | 12月22日       |
| 13 | スクープを狙え         | Stop the Presses              | 12月26日       |
| 14 | 参観日                 | Parent's Night                | 12月27日       |
| 15 | 大地の中から           | The Mudslugs                  | 12月28日       |
| 16 | ヒプノスのホルン       | Walk This Way                 | 12月29日       |
| 17 | エリオンのまぼろし     | Ghosts of Elyon               | 2006年 1月2日  |
| 18 | フォボスの偽り         | The Mogriffs                  | 1月3日         |
| 19 | 水中鉱山               | The Underwater Mines          | 1月4日         |
| 20 | フォボスの紋章         | The Seal of Phobos            | 1月5日         |
| 21 | 地下牢からの脱出       | Escape From Cavigor           | 1月9日         |
| 22 | 試される時             | Caleb's Challenge             | 1月10日        |
| 23 | メリディアン平原の戦い | The Battle of Meridian Plains | 1月11日        |
| 24 | 反乱軍を救え           | The Rebel Rescue              | 1月12日        |
| 25 | 盗まれた心             | The Stolen Heart              | 1月16日        |
| 26 | 最後の戦い             | The Final Battle              | 1月17日        |

### シーズン2
| #  | 邦題         | 原題                | 放送日         |
| -- | ------------ | ------------------- | -------------- |
| 27 | 普通の暮らし | A is for Anonymous  | 2006年 9月3日  |
| 28 | 裏切り者たち | B is for Betrayal   | 9月10日        |
| 29 | 変化の時     | C is for Changes    | 9月17日        |
| 30 | 危険な存在   | D is for Dangerous  | 9月24日        |
| 31 |              | E is for Enemy      | ?              |
| 32 |              | F is for Facades    | ?              |
| 33 |              | G is for Garbage    | ?              |
| 34 |              | H is for Hunted     | ?              |
| 35 |              | I is for Illusion   | ?              |
| 36 |              | J is for Jewel      | ?              |
| 37 |              | K is for Knowledge  | ?              |
| 38 |              | L is for Loser      | ?              |
| 39 |              | M is for Mercy      | ?              |
| 40 |              | N is for Narcissist | 12月1日        |
| 41 |              | O is for Obedience  | 12月8日        |
| 42 |              | P is for Protectors | 12月15日       |
| 43 |              | Q is for Quarry     | 12月22日       |
| 44 |              | R is for Relentless | ?              |
| 45 |              | S is for Self       | 2007年 1月12日 |
| 46 | トラウマ     | T is for Trauma     | 1月19日        |
| 47 |              | U is for Undivided  | 1月26日        |
| 48 | 勝利         | V is for Victory    | 2月2日         |
| 49 | 魔女         | W is for Witch      | 2月9日         |
| 50 | ザナドゥ     | X is for Xanadu     | 2月16日        |
| 51 | 降伏         | Y is for Yield      | 2月23日        |
| 52 | ?            | Z is for Zenith     | 3月2日         |

## 書籍一覧

### 漫画版
角川書店から刊行された（あすかコミックス）。作者は飯田晴子。
- 第1巻 （2003年12月17日発売） ISBN 4-04-924955-3
- 第2巻 （2004年3月17日発売） ISBN 4-04-924965-0

### 小説版
講談社から刊行された（ドリーム&マジック文庫）。著者はエリザベス・レンハード、イラスト画家は久堂仁希、翻訳者は岡田好惠。
1. 選ばれた少女たち （2008年6月13日発売） ISBN 4-06-282902-9
2. 消えた友だち （2008年12月19日発売） ISBN 4-06-282950-9
3. 悪の都メリディアン （2009年7月18日発売） ISBN 4-06-282951-7

2011年より、新装版が刊行されている。イラスト画家は千秋ユウが担当する。全6巻。
- ディズニー・ウィッチシリーズ1 選ばれた少女たち （2011年9月13日発売） ISBN 978-4-06-217137-3
- ディズニー・ウィッチシリーズ2 消えた友だち （2011年10月27日発売） ISBN 978-4-06-217346-9
- ディズニー・ウィッチシリーズ3 悪の都メリディアン （2011年11月28日発売） ISBN 978-4-06-217347-6
- ディズニー・ウィッチシリーズ4 再びメリディアンへ （2012年1月27日発売） ISBN 978-4-06-217394-0
- ディズニー・ウィッチシリーズ5 危険な時空旅行 （2012年3月27日発売） ISBN 978-4-06-217469-5
- ディズニー・ウィッチシリーズ6 奇跡を起こす少女 （2012年5月28日発売） ISBN 978-4-06-217470-1